# Сіньял-Моргауші
Сінья́л-Морга́уші (рос. Синьял-Моргауши, чув. Çĕнъял Муркаш) — присілок у Чувашії Російської Федерації, у складі Моргауського сільського поселення Моргауського району.
Населення — 195 осіб (2010; 242 в 2002, 278 в 1979; 312 в 1939, 286 в 1926, 233 в 1897, 155 в 1858).

## Історія
Історичні назви — Новий Маргоуш, Сіньяли. Утворився як виселок присілку Перша Васькіна (Моргауші). До 1866 року селяни мали статус державних, займались землеробством, тваринництвом, слюсарством, виробництвом шкіри, взуття та борошна. На початку 20 століття діяло 3 водяні млини. 1930 року створено колгосп «імені Сталіна». До 1920 року присілок перебував у складі Акрамовської волості Козьмодемьянського повіту, а до 1927 року — у складі Чебоксарського повіту. 1927 року присілок переданий до складу Татаркасинського, 1939 року — до складу Сундирського, 1944 року — до складу Моргауського, 1959 року — повернуто до складу Сундирського, 1962 року — до складу Чебоксарського, 1964 року — повернутий до складу Моргауського району.